# Coprophanaeus vazdemelloi
Coprophanaeus vazdemelloi là một loài bọ cánh cứng trong họ Bọ hung (Scarabaeidae).